# Casque de Shorwell
Vous lisez un « bon article » labellisé en 2018.
Le casque de Shorwell est un casque anglo-saxon de la première moitié du VIe siècle découvert en 2004 à Shorwell, sur l'île de Wight.
Ce casque a été trouvé dans la tombe d'un guerrier de haut rang avec d'autres objets de prestige, dont une épée. Fractionné en plus de quatre cents morceaux, il a d'abord été identifié comme un récipient en fer. Il est conservé au British Museum depuis 2006.
Parmi les six casques anglo-saxons connus, celui de Shorwell est le seul à ne pas relever de la catégorie des « casques à crête » nordiques ; il est en effet d'inspiration franque. C'est un objet fonctionnel et solide, composé de huit plaques de fer rivetées, sans éléments décoratifs.

## Le casque

### Description
Le casque de Shorwell est formé de huit pièces de fer rivetées. Un cercle de 620 mm de long sur 60 mm de large entoure la tête du porteur, tandis qu'une bande de 340 mm de long relie l'arête du nez à la nuque. La partie arrière, qui subsiste, est reliée à l'arrière au cercle horizontal par trois rivets. Deux bandes latérales de 159 mm de large, qui remontent des oreilles jusqu'au sommet du casque, sont également attachées à l'intérieur du cercle horizontal par trois rivets. Ces trois bandes sont les plus étroites au sommet du casque, avec 52 mm de large pour la bande centrale et 40 mm de large pour les bandes latérales, mais elles s'élargissent à la base, atteignant respectivement 150 mm et 118 mm de large. Quatre plaques triangulaires sont rivetées à l'intérieur du casque pour combler les trous entre les bandes. Les positions de ces trous sont presque symétriques. Le casque tout entier est symétrique, à l'exception de la jointure du cercle horizontal, probablement située à l'arrière.
Le casque ne présente que très peu d'éléments décoratifs. Les bords des bandes frontales et latérales sont plus épais, un résultat obtenu en martelant le métal. Au-delà d'une éventuelle nature décorative, ces arêtes ont peut-être également pour but de bloquer la lame d'une arme glissant sur le casque et menaçant de frapper le visage ou les épaules du porteur. Trois rivets en alliage de cuivre, entourés d'un matériau pouvant être de la peau, ont été retrouvés du côté dextre du cercle horizontal. Ils suggèrent l'existence possible d'une bande d'attache ou d'un protège-joues en cuir bouilli ou matériau similaire. Le fait que les rivets ne soient pas en fer pourrait souligner qu'ils étaient liés à un élément décoratif et non structurel. La face extérieure du casque était peut-être recouverte de cuir ou de tissu, à l'image d'autres casques francs, mais il est trop endommagé pour qu'on puisse le déterminer. Le cas échéant, cette couverture de cuir aurait pu être elle-même décorée : des fourreaux de la même époque présentent des motifs en bas relief.
L'existence d'une couverture intérieure est suggérée par la présence de traces de peau, mais la nature exacte de ces traces et leur but restent incertains. Elles pourraient être plutôt liées à la présence de protège-joues. Dans l'éventualité où une couche de cuir aurait garni l'intérieur (une possibilité également suggérée pour les casques de la période romaine tardive et les autres casques anglo-saxons), elle s'accompagnait vraisemblablement d'un rembourrage amovible, afin d'améliorer le confort et la protection.

### Typologie
Une comparaison du casque de Shorwell avec des casques similaires et les objets retrouvés avec lui permettent de le dater de la première moitié du VIe siècle. C'est l'un des six casques anglo-saxons connus,, mais contrairement aux autres (Benty Grange, Sutton Hoo, Coppergate, Pioneer et Staffordshire), il ne s'agit pas d'un « casque à crête », type de casque attesté en Europe du Nord du VIe au XIe siècle,, mais d'un casque de style franc continental, presque identique à d'autres casques du VIe siècle retrouvés à Trivières en Belgique et à Bretzenheim en Allemagne. Ils présentent une bande latérale continue ainsi qu'un système à deux pièces pour combler les quatre trous, mais ces différences ne représentent sans doute que des variations régionales. Comme les casques à crête nordique, ces objets francs semblent être des évolutions des casques de l'armée romaine tardive aux IVe et Ve siècles,.

### Fonction
Le casque de Shorwell est un objet utilitaire. Il est peu décoré et ses éléments décoratifs ont également une utilité : les bords relevés et les bases élargies des bandes frontales et latérales renforcent sa structure et protègent le porteur des ricochets, tandis que les rivets en alliage de cuivre proviennent d'une bande de maintien ou d'un protège-joues. Ce « casque de combat » est de facture simple, mais solide et efficace. Parmi les fragments qui ont le mieux survécu se trouve le sommet du casque, endroit où sept morceaux de métal sont superposés.
En dépit de sa simplicité, il témoigne du rang social élevé de son porteur, car les casques sont rares chez les Anglo-Saxons et semblent avoir été réservés à une certaine élite. Il ne s'agit pas uniquement du sommet de la pyramide sociale, à en juger par les casques des sépultures de Vendel (en) et Valsgärde, en Suède, qui sont celles d'hommes fortunés, mais pas issus d'une lignée royale. Le nombre réduit de casques anglo-saxons retrouvés depuis le début du XIXe siècle suggère qu'il n'était pas courant de les déposer dans des tombes, même s'il pourrait être lié à un faible taux de conservation ou à des erreurs d'identification,,.

## Découverte et restauration

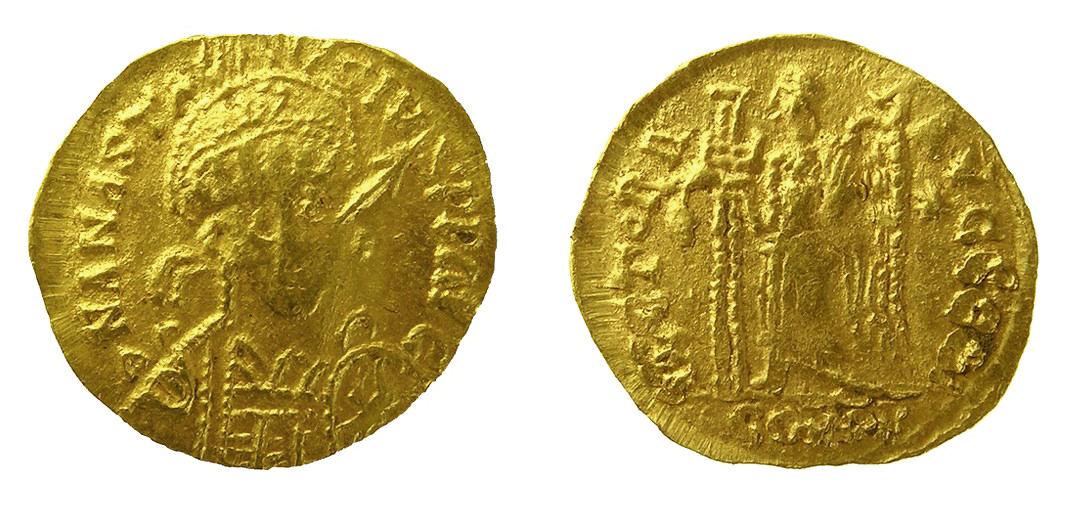
Cette copie d'un solidus byzantin provient vraisemblablement de la même tombe que le casque de Shorwell.

Le casque est mis au jour en novembre 2004 près de Shorwell, un village du sud-ouest de l'île de Wight, à la suite de découvertes de mobilier funéraire effectuées par le club de détectorisme local en mai de la même année,. Les dégâts causés par les labours n'ont laissé qu'une seule tombe identifiable dans le secteur, qui a été excavée par le Isle of Wight Archaeology and Historic Environment Service. Il s'agit de la tombe d'un homme, guerrier de haut rang ayant vécu dans la première moitié du VIe siècle. À cette époque, il est courant d'enterrer les défunts avec des objets, parmi lesquels de la poterie ou des récipients en métal, mais aussi parfois des armes. Lances, boucliers et épées sont les plus répandus, mais on trouve aussi plus rarement des haches et des pointes de flèches. Ces objets offrent de nombreuses informations sur le défunt : son statut, sa richesse, son sexe, son âge et sa tribu. Les tombes anglo-saxonnes comprenant des armes sont presque systématiquement celles d'hommes.
La tombe de Shorwell livre plusieurs objets, notamment une épée à la lame ouvragée, près d'une boucle en alliage de cuivre ayant peut-être fait partie d'une ceinture. Le pommeau de l'épée, en argent, et le bord du fourreau, en alliage de cuivre doré, ont été retrouvés non loin de là dans la terre arable. La tombe a également livré un umbo de bouclier avec sa poignée, la base d'un fer de lance brisé, un récipient en verre allongé, deux morceaux de silex et des fragments de bol suspendu avec des montures en forme d'oiseau. Enfin, 400 morceaux de fer éparpillés au sommet de la tombe sont d'abord identifiés comme des « fragments de récipient en fer, ».
Une monture carrée en or incrustée de verre et de grenats a été retrouvée non loin de la tombe, probablement après avoir été déplacée par les labours. Une réplique d'un solidus de l'empereur byzantin Anastase Ier, frappée entre 500 et 580 dans les royaumes francs ou burgonde, est découverte en 2007 au même endroit et provient vraisemblablement elle aussi de cette tombe,. Ces objets sont vraisemblablement arrivés sur l'île de Wight par l'intermédiaire du royaume de Kent, qui est alors la plaque tournante du commerce avec l'Europe continentale. D'après Bède le Vénérable, les habitants du Kent et ceux de l'île de Wight (les Wihtware) proviennent d'un même peuple germanique, les Jutes, arrivés en Grande-Bretagne avec les Angles et les Saxons à partir du Ve siècle, et l'archéologie confirme cette origine commune, bien que la Chronique anglo-saxonne prétende que les fondateurs du royaume anglo-saxon de l'île de Wight aient été Stuf et Wihtgar, deux neveux du roi Cerdic de Wessex.
Les objets découverts en 2004 dans la tombe de Shorwell sont acquis par le British Museum deux ans plus tard, en 2006, après que le service des musées de l'île de Wight, également intéressé, s’est rétracté. Le Treasure Valuation Committee, organisme chargé d'évaluer la valeur des découvertes archéologiques relevant du Treasure Act de 1996, estime leur valeur totale, y compris les « fragments de récipient en fer », à 3 800 £. Les objets découverts ultérieurement, comme le solidus, ont également été acquis par le musée londonien.
Les « fragments de récipient en fer » ayant été découverts à l'endroit que devait occuper la tête du défunt, la reconstitution s'effectue dans l'idée qu'il puisse s'agir d'un casque. Cette reconstitution s'avère difficile, car les fragments sont rouillés et tordus. Des couches de métal se sont également détachées par endroits : elles doivent être recollées avant de pouvoir assembler les pièces. Un nettoyage très léger est effectué pour préserver d'éventuelles traces organiques, puis les fragments sont triés par densité et courbure après un examen aux rayons X. Ils sont enfin assemblés, ce qui permet de reconstituer environ les deux tiers du casque, identifié comme tel avec certitude à ce stade. Les morceaux restants ne suffisent pas pour reconstituer le tiers manquant, ce qui suggère que le casque a été endommagé par les labours.
Ce n'est pas la première fois qu'un casque est pris pour un autre objet. On peut citer les « fragments de chaudron » de Burgh Castle, en réalité un casque romain, le casque Pioneer, d'abord pris pour un seau, ou encore le casque de Coppergate, confondu avec un rocher.